# Harry Barris

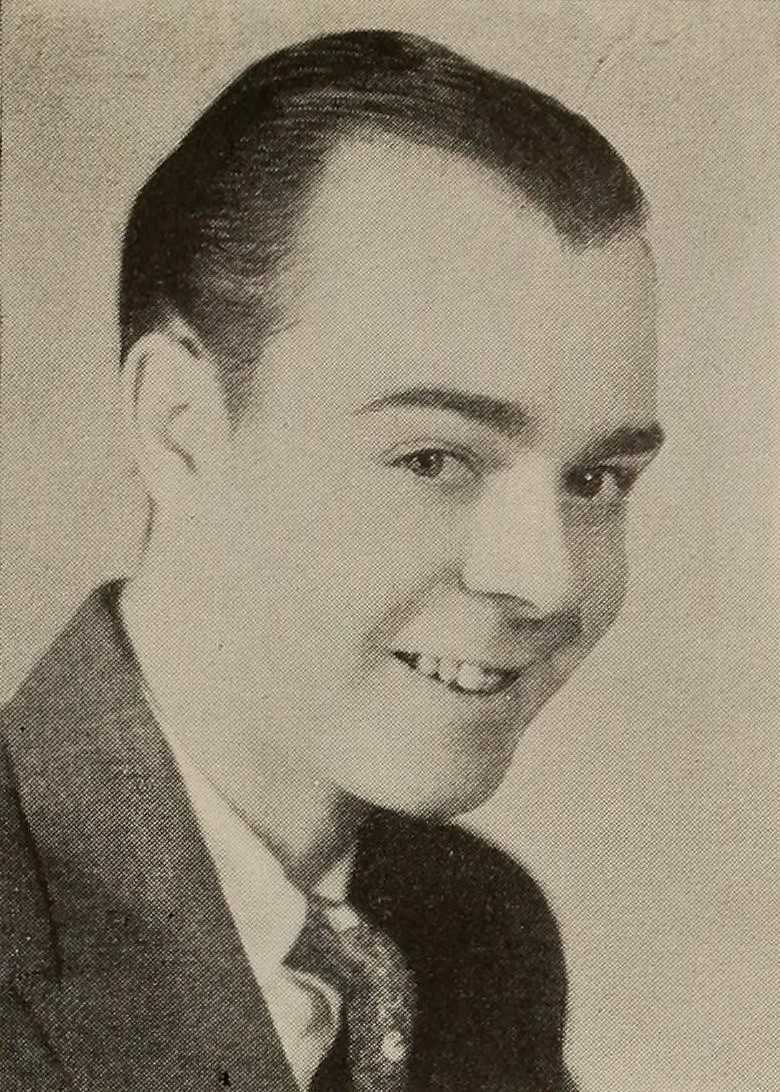
Harry Barris in 1932

Harry Barris (New York, 24 november 1905 - Burbank, 13 december 1962) was een Amerikaanse zanger, pianist, componist en acteur.
Barris maakte vanaf eind 1926 deel uit van het zangtrio Rhythm Boys, waarin ook Bing Crosby en Al Rinker zongen. Dit trio maakte deel uit van het toen populaire orkest van Paul Whiteman. Het zong enkele liedjes in de film waarin diens band centraal stond, "King of Jazz" (1930) en nam ook veel met Whiteman op, waaronder het door Barris geschreven "Mississippi Mud" (1927). Ook stond het trio in de platenstudio met de band van Duke Ellington met wie de drie in augustus 1930 "Three Little Words" opnamen. Daarnaast zongen de Rhythm Boys met het orkest van Gus Arnheim voor de radio. Bing Crosby begon al snel een solocarrière: diens eerste hits in 1931 waren nummers van de hand van Barris. "I Surrender Dear" (met tekst van Gordon Clifford) en "Wrap Your Troubles in Dreams" (met tekst van o.m. Ted Koehler) zijn beide jazzstandards geworden.
In de periode tot 1950 speelde Barris in zo'n 57 films, waarin hij meestal een bandlid, zanger of pianist was.
Barris had decennialang een drankprobleem. Hij overleed op 57-jarige leeftijd.
Barris was de oom van spelshowleider Chuck Barris.
- Bibsys: 1026152
- Biblioteca Nacional de España: XX838197
- Bibliothèque nationale de France: cb13941130d (data)
- CiNii: DA16531935
- Gemeinsame Normdatei: 1012436748
- International Standard Name Identifier: 0000 0001 2024 0026
- Library of Congress Control Number: no93013926
- Nationale Bibliotheek van Letland: 000084821
- MusicBrainz: 97864c47-cdfe-4d97-a118-d5d51d5353d4
- Trove: 1480107
- Virtual International Authority File: 37106514
- WorldCat: E39PBJhRKw3t9DJBTFRhD44cyd